# Podstrana
Gmina Podstrana (chorw. Općina Podstrana) – wieś i gmina w Chorwacji, w żupanii splicko-dalmatyńskiej. Położona jest 9 kilometrów od centrum Splitu. W 2011 roku liczyła 9129 mieszkańców.
Z uwagi na nadmorskie położenie, a także lokalizację bezpośrednio przy Magistrali Adriatyckiej, Podstrana jest znanym kurortem wakacyjnym. W miasteczku znajduje się duży, 5-gwiazdkowy hotel oraz mniejsze hotele i liczne apartamenty. Plaże są kamieniste oraz żwirowe. Poza turystyką istotną gałęzią gospodarki miasta jest rolnictwo i produkcja wina.